# 비단마모셋
커먼마모셋 또는 비단마모셋(Callithrix jacchus), 비단원숭이는 신세계원숭이의 일종이다. 브라질 북동부 해안의 피아우이, 파라이바, 세아라, 페르남부쿠, 알라고아스, 바이아주에서 발견된다.

## 수명
커먼마모셋의 기대 수명은 야생에서는 약 12년이지만, 사육 상태에서 일부는 16년까지 산 적도 있다.

## 갤러리

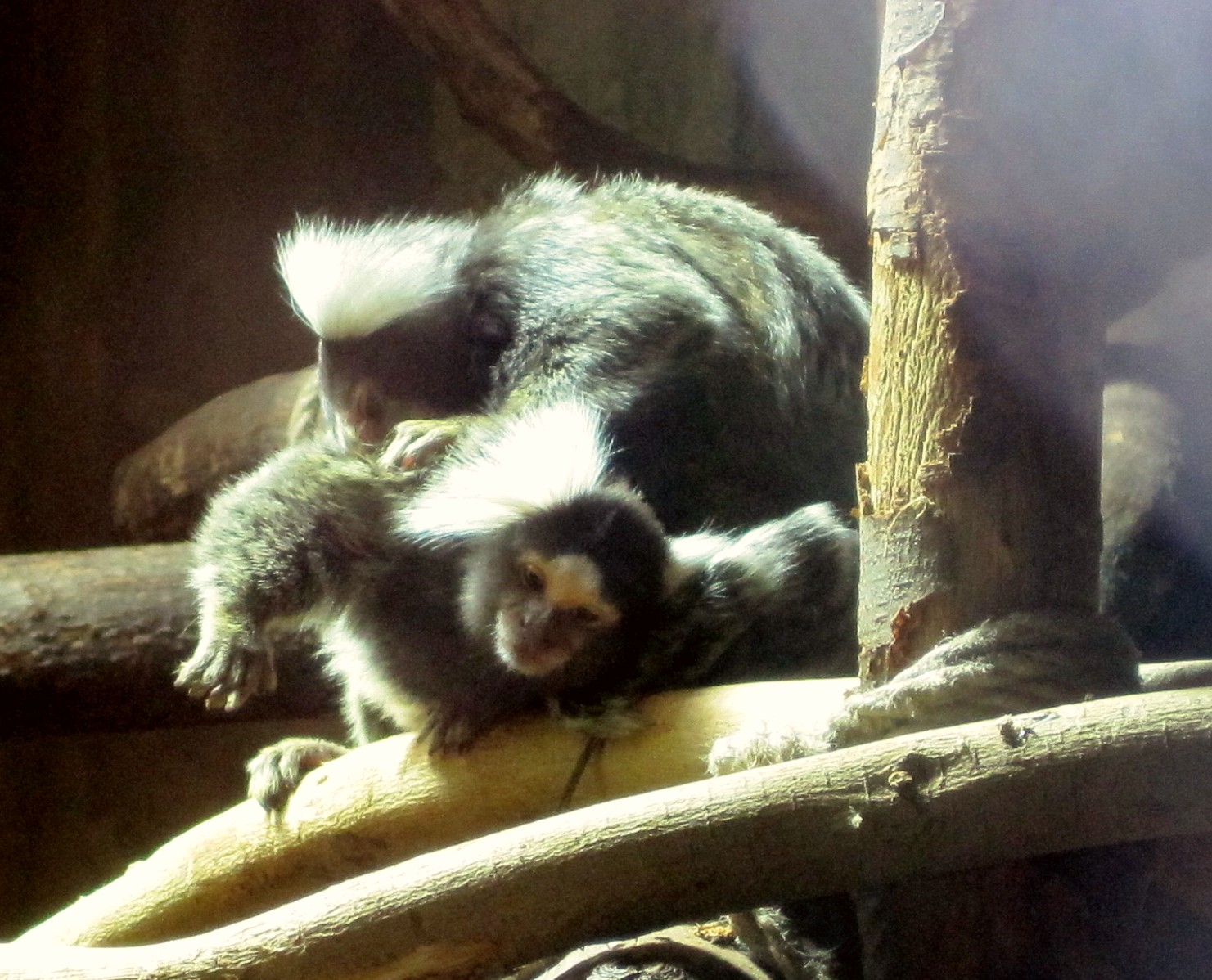
독일 하노버 동물원의 커먼마모셋